# Carl Johann Conrad Michael Matthaei
Carl Johann Conrad Michael Matthaei (* 1744 in Nürnberg; † 19. Juli 1830 in Neustrelitz) war ein Ästhetiker, für viele Jahre der Hofmeister von Maria Antonia von Branconi und Erzieher ihres Sohnes Carl Anton Ferdinand von Forstenburg. Er war ein enger Vertrauter von Johann Caspar Lavater und pflegte Kontakt mit vielen schöpferischen Größen seiner Zeit, darunter Johann Wolfgang von Goethe, Friedrich Schiller und Johann Wilhelm Ludwig Gleim.

## Leben
Matthaei wurde 1744 als Samson Geithel geboren. Sein Vater, der Jude Simon Geithel, ließ sich selbst und seinen Sohn am 21. September 1748 auf den Nachnamen Matthaei taufen, wobei letzterem der Vorname Johann Konrad Michael Matthaei zugesprochen wurde. Am 18. Februar des Jahres 1762 ließ er sich an der Hochschule in Altdorf einschreiben, später dann, am 24. April 1765, auch in Leipzig sowie am 18. Oktober 1765 in Halle. Während seiner Studienzeit, die er 1768 beendete, knüpfte Matthei Kontakte mit Christian Fürchtegott Gellert und Christian Felix Weiße. Im Jahre 1768 trat Matthei zunächst in einem Zittauer Kaufmannshaus und Ende des Jahres bei der Freifrau v. Friesen die Stelle des Hofmeisters an. Während dieses Jahres lernte er Karl Friedrich Kretschmann, Rudolf Erich Raspe und zuletzt Christian Ludwig von Hagedorn kennen.  Während der nächsten Jahre ist sein Aufenthalt in diversen deutschen Städten verbürgt, darunter Braunschweig, Wittenberg und Weimar. Schließlich wurde Matthaei am 23. Juni 1777 die Erziehung des 9-jährigen Grafen Carl Anton Ferdinand von Forstenburg, Sohn der Maria Antonia von Branconi, übertragen. Diese Aufgabe und die damit einhergehende enge Bindung an das Haus von Branconi bestimmten einen großen Teil seines nachfolgenden Lebens.
Im Mai des Jahres 1778 reiste Matthaei mit dem Grafen nach Straßburg, wo dieser mit gerade 10 Jahren an der Universität immatrikuliert wurde. Im Mai des darauffolgenden Jahres siedelte die Familie nach Lausanne über wo Matthaei den Pfarrer und Philosophen Johann Caspar Lavater kennenlernte mit dem ihn in fortwährend eine enge Freundschaft verband.
Ein weiteres Jahr später, anno 1780, begab sich die Familie wieder zurück nach Straßburg, wo zu dieser Zeit Alessandro Cagliostro tätig war. Dort lernte Matthaei zudem Jakob Sarasin kennen, mit dem er 1781 an einem Treffen der Helvetischen Gesellschaft teilnahm.

## Familie
Über die Eltern von Matthaei ist bekannt, dass sein Vater, ein Jude namens Simon Geithel, sich selbst und seinen Sohn christlich auf den Namen Matthaei taufen ließ. Von einer Heirat oder leiblichen Kindern Matthaeis ist nichts bekannt, jedoch übertrug ihm seine Herrin von Branconi die Vormundschaft für ihren jüngsten Sohn Julius Adolf Marie.